# 岡本隆三
岡本 隆三（おかもと りゅうぞう、1916年3月31日 - 1994年4月14日）は、日本の作家・中国文学者。

## 生涯
静岡県生まれ。1937年東京外国語学校支那語科卒業。戦後横浜国立大学助教授を務めるが辞職して文筆に専念する。近現代文学が専門。中華人民共和国と文化大革命、毛沢東の支持者であった。

## 著書
- 纏足 中国社会が生んだ奇習 弘文堂 1963 「中国の奇習」1965
- 長征 中国革命試練の記録 正続　弘文堂 1963-64 (フロンティア・ブックス)　のち潮文庫
- ベトナム解放への道 祖国独立をめざすたたかいの歴史 弘文堂 1965 (フロンティア・ブックス)
- これがゲリラだ その生活と戦闘の記録 芸文社 1965 (アルファ・ブックス)
- ゲリラ 毛沢東戦略は世界を動かす 講談社 1965 (ミリオン・ブックス)
- ホー・チ・ミン ベトナム解放の父 弘文堂 1966 (フロンティア・ブックス)
- 華僑王国 東南アジアの実力者の内幕 講談社 1966 (ミリオン・ブックス)
- 小説西遊記 芸文社 1967
- 秘境中国をゆく 宮川書房 1967
- 猛烈に儲けろ 華僑商法の秘密 徳間書店 1968　「華僑の商法」1971
- 石油が21世紀をつくる 原油争奪から生活革命へ 徳間書店 1969 (トクマビジネス)
- 中国革命長征史 現代革命精神の源流 サイマル出版会 1969 (サイマル双書)
- 男盗女娼 中国の猛烈な性の話 医事薬業新報社 1969
- 続・男盗女娼 東洋の妖しい性の話 波書房,医事薬業新報社 1970
- 春瓶梅 中国夜話 日本文芸社 1970
- 翠帳紅閨 あげてよかった性の初体験集 中国版　波書房 1970
- 中国の故事 1971 (潮新書)
- 長征秘話 西路軍 潰滅の記録 潮出版社 1972
- 新西遊記 番町書房 1972
- 韓非子入門 強者の管理術を現代に活かす 徳間書店 1972 (トクマカジュアルブックス) のち文庫
- 華僑集団 その実力と商法の秘訣 番町書房 1973
- 小説周恩来 新人物往来社 1973
- 素女経入門 中国が生んだ絶倫の医学 青春出版社 1973 (プレイブックス)
- 大儲け商人兵法 紀国屋文左衛門から松下幸之助まで 徳間ブックス 1974
- 毛沢東入門 人間の魅力と信念の研究! 日本文芸社 1974 (ダルマ・ブックス)
- 石油業界 1975 (教育社新書)
- 艶色・十八史略物語 性を制するものは天下を制す 波書房 1975
- 菜根譚入門 さわやかな心を約束する本 徳間ブックス 1975
- 中国房中術 中国艶笑文学の内幕を探る! 日本文芸社 1976
- 中国故事名言事典 新人物往来社 1976
- 駆引きのできない人は損をする 相手の本心を見破り人を思うままに動かす法 日新報道 1977.11
- 春秋艶夢 色ごよみ女の一生 波書房 1977.1
- 語源博学辞典 生活に生きる言葉のふるさと 日本ジャーナルプレス新社 1977.10 (J.J books)
- 強者の論理 天下を争う者は必ず人を争う 青也書店 1978.5
- 強者への人間学 競争社会を生きる韓非子・二千年の知恵 産業新潮社 1978.4
- 中国人の発想 金と人を活かすバランス思考 徳間書店 1979.8
- 非情の論理 勝ち抜くための本音のリーダー学 1980.4 (ジャテック ブックス)
- 中国史の謎と怪異 古代から近代まで、虚像と実像を探る 日本文芸社 1982.4  のち文庫
- 意外史中国四千年 誤解だらけの歴史と故事・名言 新人物往来社 1985.5
- 纏足物語 東方書店 1986.6　のち福武文庫

## 翻訳
- 望郷(呉珸) 満洲国各民族創作選集 第1 創元社 1942
- 儒林外史 上巻 呉敬梓 開成館 1944
- 沈従文短篇集 開成館 1945
- 丁玲作品集 新中国文学選集 尾坂徳司共訳 1953 (青木文庫)
- 雑感集 第1 田中清一郎共訳  魯迅選集 第3巻 1954 (青木文庫)
- 雑感集 第3 魯迅選集 第5巻 1954 (青木文庫)
- 老舎作品集 青木書店 1955 (新中国文学選集)
- 上海の朝 第1-2部 周而復 伊藤敬一共訳 くろしお出版 1959-1964
- 林海雪原 第1-2部 曲波 くろしお出版 1960-1961
- 上海の朝 第4 周而復 至誠堂 1964
- 金瓶梅 完訳 全4巻 講談社 1971
- 星火燎原 3 長征 中国人民解放軍史 編 井口晃訳 新人物往来社 1972
- ロングマーチ / ディック・ウイルソン 立風書房 1973
- 長征 語られざる真実 ハリソン・E.ソールズベリー（監訳）時事通信社 1988.2

## 参考
- 文藝年鑑、著書の紹介文、死亡記事[要文献特定詳細情報]